# Peacock (servizio di streaming)
Peacock (precedentemente Peacock TV) è un servizio di streaming video on demand statunitense di proprietà di NBCUniversal, una divisione di Comcast.
Il nome "Peacock" (in italiano pavone) deriva dal logo della NBC che rappresenta un pavone. Si distingue dalle piattaforme concorrenti perché è l'unica che offre come tariffa base un abbonamento gratuito con 5 minuti di pubblicità ogni 60 minuti di trasmissione.

## Storia
Il 14 gennaio 2019 NBCUniversal annuncia che nel 2020 avrebbe lanciato un proprio servizio di streaming. A settembre 2019 viene annunciato che il servizio si sarebbe chiamato Peacock TV. Dopo un periodo di test iniziato il 15 aprile 2020, il 15 luglio 2020 negli Stati Uniti viene ufficialmente lanciato il servizio.

## Espansione territoriale
Nel 2020 Comcast, attraverso Sky Italia, ha registrato il marchio Peacock presso l’Ufficio Marchio e Brevetti del Ministero dello Sviluppo Economico.
Il 28 luglio 2021, durante la conferenza con gli investitori del secondo trimestre di Comcast, è stato annunciato che la piattaforma streaming verrà resa disponibile al di fuori degli Stati Uniti nei mesi successivi, con Sky che lo implementerà senza alcun costo per i suoi clienti nei territori dov'è presente, compresa l'Italia. Dopo il suo debutto su Sky, la società prevede di distribuirla a livello globale tramite distributori di terze parti. Il 30 luglio 2021 è stato annunciato che la piattaforma streaming arriverà in Italia entro la fine del 2021.
Il 16 novembre 2021 Sky Group lancia il servizio nel Regno Unito e in Irlanda, rendendolo disponibile gratuitamente ai clienti Sky TV e Now.
Nel gennaio 2022, Sky annuncia ai propri clienti l'imminente arrivo della piattaforma su Sky Q, My Sky, Sky Go e Now gratuitamente.
Il 15 febbraio 2022 la piattaforma viene resa disponibile in Italia all'interno di Sky e Now.

## Catalogo
All'interno del catalogo sono presenti serie TV, film e programmi di Universal Pictures, NBC, Dreamworks Animation e Illumination. Sono presenti anche delle produzioni terze di Paramount Global, Warner Bros. Discovery e Lionsgate.
Nel 2021, negli Stati Uniti, sono state rese disponibili le Olimpiadi di Tokyo.